# Anna Gałek
Anna Gałek (ur. 10 stycznia 1982) – polska biathlonistka, medalista mistrzostw Polski.

## Życiorys
Była zawodniczką MKS Karkonosze Jelenia Góra. W 2000 zdobyła brązowy medal mistrzostw Polski seniorek w sztafecie. na mistrzostwach Polski juniorek wywalczyła w 2000 brązowy medal w biegu indywidualnym i srebrny medal w sztafecie, w 2001 brązowy medal w sztafecie. W 2001 została też mistrzynią Polski juniorek w sztafecie, w biatlonie letnim.
W 2017 wygrała trzy biegi w ramach 41. Biegu Piastów: bieg memoriałowy im. Stanisława Michonia, Rodzinną Dziesiątkę i Nocną Dziesiątkę. W 2020 została amatorską mistrzynią Polski w biegu na nartorolkach.